# Railway Technical Research Institute
La Railway Technical Research Institute (鉄道総合技術研究所, Tetsudō Sōgō Gijutsu Kenkyūsho), ou RTRI (鉄道総研, Tetsudō Sōken) ('’Institut de recherche technique du chemin de fer’’) est la société de recherche technique sous le groupe de sociétés Japan Railways.
Elle commence ses activités de recherche et de développement le 1er avril 1987, en prenant contrôle de ces activités du Japan National Railways avec l’établissement du Japan Railways. Elle poursuit des recherches touchant le matériel ferroviaire, le génie civil, le génie électrique, l’informatique, les matériaux, l’environnement et les sciences humaines .
Elle fait des recherches en partenariat avec la SNCF depuis 1995. Leur huitième phase du partenariat couvre les thèmes suivants : "Maintenance prédictive des caténaires, surveillance de la voie par trains commerciaux, fatigue de contact des rails, stockage d’énergie en sous-station, transformateur électronique de puissance, interaction véhicule-voie, géolocalisation, modélisation de la maintenance du ballast, modélisation d’exploitation et comportement des passagers" 